# Fritz Spira

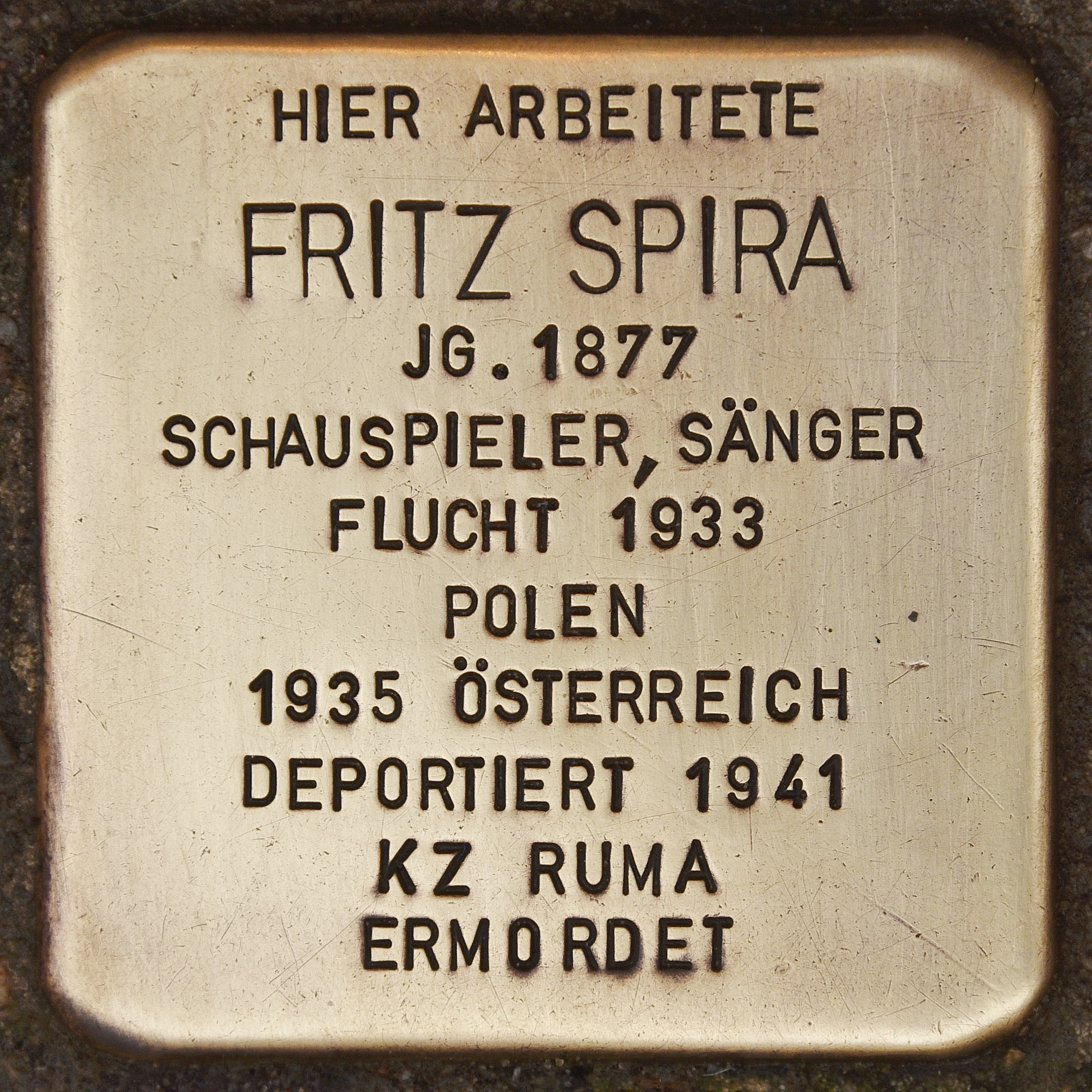
Stolperstein de Spira en Berlín

Fritz Spira (Viena, 1 de agosto de 1877-Ruma, 1943) fue un actor teatral y cinematográfico austriaco, activo principalmente en la época del cine mudo. 

## Biografía
Su verdadero nombre era Jakob Spira, y nació en Viena, Austria, en el seno de una familia de origen judío. Jakob cursó estudios de música y canto en la Universidad de Música y Arte Dramático de Viena, iniciando su carrera artística como cantante de opereta en teatros de Olomouc y Opava, adoptando el nombre artístico de Fritz Spira. En 1899 actuó en Breslavia, y en 1900 fue contratado por el Theater in der Josefstadt de Viena. Al siguiente año se mudó a Berlín, ciudad en la cual se quedó para trabajar en el teatro hasta los años 1930, trabajando en locales como Königsstädtisches Theater, el Neuen Theater, el Kleinen Theater, el Berliner Lustspielhaus, la Komischen Oper y el Metropol-Theater.
A partir de 1910 Spira también actuó en el cine mudo, aunque desempeñaba pequeños papeles de reparto. Sin embargo, destacaron sus actuaciones como Francisco José I de Austria en Die dritte Eskadron (1926) o como el gobernador en Im Schatten des elektrischen Stuhls.
Cuando Hitler y el régimen nazi llegaron al poder Spira huyó de Alemania y fue a Polonia. En 1934 se divorció de su esposa, la actriz Lotte Spira, con la cual se había casado en el año 1905. Encontró trabajo en el teatro alemán de Bielsko-Biała, del cual fue director. En 1935 fue a Austria pero, por su condición de judío, tuvo grandes dificultades para conseguir trabajo. Tras el Anschluss, la anexión de Austria por Alemania, Spira intentó en vano emigrar, tratando de obtener un visado para viajar a Shanghái. Sin embargo, fue arrestado y deportado.
Fritz Spira murió en el año 1943 en el campo de concentración de Ruma, ciudad que actualmente pertenece a Serbia. Fue padre de las actrices Camilla Spira y Steffie Spira.

## Filmografía
- Pro Patria, de Charles Decroix (1910)
- Ein Lebenslied, de Freiherr von L. (1912)
- Alles aus Liebe
- Freiheit, Gleichheit, Brüderlichkeit
- Die Perle, de Max Mack (1914)
- Zweite Tür links, de Henri Étiévant (1914)
- Fräulein Leutnant, de Carl Wilhelm (1914)
- Der zehnte Pavillon der Zitadelle, de Danny Kaden (1917)
- Ferdinand Lassalle, de Rudolf Meinert (1918)
- Nachtasyl
- Seine Kammerzofe, de Bruno Ziener (1919)
- Freie Liebe, de Max Mack (1919)
- Die Sekretärin des Gesandten, de Bruno Ziener (1919)
- Die Ehe aus Haß, de Bruno Ziener (1919)
- Elixiere des Teufels, de Edmund Löwe (1920)
- Die Stunde nach Mitternacht, de Bruno Ziener (1920)
- Der Pokal der Fürstin, de Bruno Ziener (1920)
- Fridericus Rex - 4. Teil: Schicksalswende, de Arzén von Cserépy (1923)
- Freund Ripp, de Alfred Halm (1923)
- Liebe und Trompetenblasen, de Richard Eichberg (1925)
- Gräfin Mariza, de Hans Steinhoff (1925)
- Freies Volk, de Martin Berger (1925)
- Die rote Maus, de Rudolf Meinert (1926)
- Nanette macht alles, de Carl Boese (1926)
- Frauen der Leidenschaft, de Rolf Randolf (1926)
- Wir sind vom K. u. K. Infanterie-Regiment, de Richard Oswald (1926)
- Wien - Berlin, de Hans Steinhoff (1926)
- Die dritte Eskadron, de Carl Wilhelm (1926)
- Ledige Töchter, de Carl Boese (1926)
- Es blasen die Trompeten, de Carl Boese (1926)
- Der fesche Erzherzog, de Robert Land (1927)
- An der Weser (hier hab' ich so manches liebe Mal...), de Siegfried Philippi (1927)
- Sacco und Vanzetti, de Alfréd Deésy (1927)
- Familientag im Hause Prellstein, de Hans Steinhoff (1927)
- Gefährdete Mädchen, de Hans-Otto Löwenstein (1928)
- Wenn die Mutter und die Tochter..., de Carl Boese (1928)
- Spitzenhöschen und Schusterpech, de Hans-Otto Löwenstein (1928)
- Das Schicksal derer von Habsburg, de Rolf Raffé (1928)
- Nachtgestalten, de Hans Steinhoff (1929)
- Die vierte von rechts, de Conrad Wiene (1929)
- Was ist los mit Nanette?, de Holger-Madsen (1929)
- Im Prater blühen wieder die Bäume, de E.W. Emo (1929)
- Wer hat Bobby gesehen?, de Rolf Randolf (1930)
- Two Worlds, de Ewald André Dupont (1930)
- Die vom Rummelplatz, de Carl Lamac (1930)
- Zwei Welten, de E.A. Dupont (1930)
- Va Banque, de Erich Waschneck (1930)
- Liebling der Götter, de Hanns Schwarz (1930)
- Kasernenzauber, de Carl Boese (1931)
- Ihre Hoheit befiehlt, de Hanns Schwarz (1931)
- Wiener Liebschaften, de Robert Land (1931)
- In Wien hab' ich einmal ein Mädel geliebt, de Erich Schönfelder (1931)
- Der Schrecken der Garnison, de Carl Boese (1931)
- So lang' noch ein Walzer vom Strauß erklingt, de Conrad Wiene (1931)
- Dienst ist Dienst, de Carl Boese (1931)
- Rasputin, Dämon der Frauen, de Adolf Trotz (1932)
- Der Frauendiplomat, de E.W. Emo (1932)
- Der Feldherrnhügel, de Eugen Thiele (1932)
- Gitta entdeckt ihr Herz, de Carl Froelich (1932)
- Jonny stiehlt Europa, de Harry Piel, Andrew Marton (1932)
- Ja, treu ist die Soldatenliebe, de Georg Jacoby (1932)
- Johann Strauss, k. u. k. Hofkapellmeister, di Conrad Wiene (1932)
- Schuberts Lieder, de Johannes Guter (1932)
- Kaiserwalzer, de Friedrich Zelnik (1933)
- Der Choral von Leuthen, de Carl Froelich y Arzén von Cserépy (1933)
- Die Nacht im Forsthaus, de Erich Engels (1933)
- Tagebuch der Geliebten, de Henry Koster (1935)